# 尼尔·沃克
尼尔·沃克（英語：Neil Walker，1976年6月25日—），美国男子游泳运动员。他曾代表美国参加2000年和2004年夏季奥林匹克运动会游泳比赛，获得二枚金牌、一枚银牌和一枚铜牌。